# NGC 7032
NGC 7032 (другие обозначения — PGC 66427, ESO 74-26, IRAS21109-6829) — спиральная галактика (Sc) в созвездии Павлин.
Этот объект входит в число перечисленных в оригинальной редакции «Нового общего каталога».